# شهرستان کنترا کوستا (کالیفرنیا)
شهرستان کنترا کوستا (به اسپانیایی: دربرابر ساحل) یک شهرستان حومه‌ای در منطقه خلیج سانفرانسیسکو، آمریکا، کالیفرنیا می‌باشد. بر اساس آمار سال ۲۰۰۰ جمعیت آن معادل ۱٬۰۲۴٬۳۱۹ نفر می‌باشد. بخشداری آن در مارتینز می‌باشد.